# Hláška
Hláška je věta, bonmot nebo krátký dialog či text z filmu. Některé hlášky, jako např. „Houstone, máme problém“, jsou součástí běžné slovní zásoby. Podle Jean Firstenbergové, ředitelky Amerického filmového institutu: „Hlášky, které uspěly, se dostaly do běžné řeči, týkají se nás a můžeme se do nich vcítit.“ Podle Richarda Harrise, profesora psychologie z Kansaské státní univerzity, se citáty z filmů používají jako vtip a zároveň podle něj umožňují lidem vyjadřovat si navzájem podporu. Z jeho výzkumu vyplývá, že lidé citují převážně hlášky z komedií.
V roce 2010 bylo v Pelhřimově symbolicky postaveno krematorium, které je zmíněno ve filmové hlášce z komedie Vesničko má středisková, i když tam ve skutečnosti není a nikdy nebylo.

## Příklady filmových hlášek
- „Hliník se vodstěhoval do Humpolce.“ — Marečku, podejte mi pero!
- „A každýmu z nich jsem tady na tý točně řikal: Neber úplatky, neber úplatky, nebo se z toho zblázníš. Ale je to marný, je to marný, je to marný.“ — Jáchyme, hoď ho do stroje!
- „Kdo z rodičů chce vidět Idiota, nechť se staví v ředitelně.“ — Obecná škola
- „Tak víš kam jeď? Jeď do Pelhřimova, prohlídni si krematorium, ať víš, do čeho jdeš.“ — Vesničko má středisková
- „To je hnus, velebnosti.“ — Slunce, seno, erotika
- „Protřepat, nemíchat!“ — Dr. No
- „Já se vrátím.“ — Terminátor